# Jeff Jones (músico)
Jeff Jones es un bajista de rock canadiense. Se dio a conocer en un primer momento tocando en una banda de gospel rock llamada Ocean. Tuvo un sencillo de ventas millonarias "Put Your Hand in the Hand" de 1971 compuesto por Gene MacLellan. El LP fue certificado oro por la RIAA el 3 de mayo de 1971. La banda se separó en 1975.
Jones tocó con Alex Lifeson y John Rutsey en la primera alineación de la banda de rock progresivo Rush, como cantante y bajista hasta el verano de 1968. Fue reemplazado por Geddy Lee en septiembre de ese mismo año. Jones se unió a Red Rider y sigue tocando con su líder Tom Cochrane. También hace demostraciones en vídeo para bajos Eastwood.
A finales de los años 1970, Jones tocó bajo y cantó en una banda de Toronto llamada Stingaree, junto a Brian MacLeod y Bernie LaBarge, Doug (Skip) Layton y Larry Hamel (después reemplazado por Don Harriss). La banda es bastante conocida en Ontario.